# Bréhal
Bréhal ist eine französische Gemeinde mit 3480 Einwohnern (Stand 1. Januar 2022) im Département Manche in der Region Normandie. Die Einwohner werden Bréhalais genannt.
Bréhal ist der Hauptort des Kantons Bréhal im Arrondissement Avranches.

## Geografie
Die Gemeinde Bréhal liegt im Süden der Halbinsel Cotentin.

## Bevölkerungsentwicklung
| Jahr      | 1962 | 1968 | 1975 | 1982 | 1990 | 1999 | 2011 | 2018 |
| Einwohner | 1525 | 1568 | 1988 | 2390 | 2351 | 2599 | 3073 | 3438 |

## Sehenswürdigkeiten
- Ruine der alten Kirche Saint-Martin-le-Vieux (11. bis 12. Jahrhundert)
- Mühle Hurtrel